# Formariage
 (décembre 2016).
Si vous disposez d'ouvrages ou d'articles de référence ou si vous connaissez des sites web de qualité traitant du thème abordé ici, merci de compléter l'article en donnant les références utiles à sa vérifiabilité et en les liant à la section « Notes et références ».
En droit français médiéval, en vertu du droit de formariage (ou for-mariage), les serfs ne pouvaient contracter mariage qu'avec un autre serf du même seigneur, sauf s'ils obtenaient la permission de leur seigneur.
Le terme provient de mariage et de fors («hors», « dehors ») : mariage contracté hors de la seigneurie.
Le formariage était donc par extension le droit payé au seigneur à l'occasion du mariage d'un serf avec le serf d'un autre seigneur ou avec une personne de condition libre. En cas de non-paiement du formariage, la sanction n’était pas la nullité du mariage (puisque celui-ci était un sacrement ecclésiastique), mais une peine pécuniaire contre le contrevenant, consistant dans la confiscation de ses biens ou dans une amende fixée par le seigneur.